# 1543

## Události
- Přechod vlastnických práv osady Nová Ves (předchůdce dnešního lázeňského městečka Lázně Bělohrad) prostřednictvím nákupu Jindřichem Škopkem z Bílých Otradovic
- Mikuláš Koperník publikoval v Norimberku krátce před svou smrtí stěžejní dílo De revolutionibus orbium coelestium, ve kterém popřel tehdejší tezi, že Slunce obíhá kolem Země.

### Červenec–září
- 25. července –
  - První velká námořní bitva v Atlantském oceánu, bitva v zátoce Muros, se odehrává u pobřeží Galicie ve Španělsku mezi francouzskou a španělskou flotilou. Ačkoliv má Francie početní převahu, španělský admirál Álvaro de Bazán identifikuje vlajkovou loď francouzského admirála Jeana de Clamorgana a potopí ji. Španělé poté zajmou zbývajících 23 lodí a vezmou 3 000 zajatců, zatímco Francie ztrácí 3 000 mrtvých a raněných.
  - Sulejman Nádherný, osmanský sultán, zahajuje obléhání města Ostřihom v Uhrách.[1]

## Narození
- 31. ledna – Iejasu Tokugawa, japonský vládce († 1. června 1616)
- 18. února – Karel III. Lotrinský, vévoda lotrinský († 14. května 1608)
- ? – Anselmo Marzato, italský kardinál († 17. srpna 1607)
- ? – Michele Ruggieri, italský misionář, sinolog († 11. května 1607)
- ? – Sönam Gjamccho, 3. tibetský dalajlama († 1588)
- ? – Domenico Fontana, italský architekt, malíř a sochař († 28. června 1607)
- ? – Heinrich Bocksberger, rakouský renesanční malíř († 1600)
- ? – William Byrd, anglický resenesanční hudební skladatel († 4. července 1623)

## Úmrtí
Česko
- 16. listopadu – Brikcí z Licka, český právník, politik a mistr pražské univerzity (* 1488)

Svět
- 3. ledna – Juan Rodriguez Cabrillo, portugalský mořeplavec v španělských službách (* asi 1499)
- 24. května – Mikuláš Koperník, polský astronom, matematik, právník, stratég a lékař, římskokatolický duchovní a tvůrce heliocentrické (sluncestředné) teorie (* 1473)
- 7. listopadu – Şehzade Mehmed, syn osmanského sultána Sulejmana I. (* 31. října 1521)
- 29. listopadu – Hans Holbein mladší, německý renesanční malíř a grafik (* 1498)

## Hlavy států
- České království – Ferdinand I.
- Svatá říše římská – Karel V.
- Papež – Pavel III.
- Anglické království – Jindřich VIII. Tudor
- Francouzské království – František I.
- Polské království – Zikmund I. Starý
- Uherské království – Ferdinand I.
- Španělské království – Karel V.
- Portugalsko – Jan III. Portugalský
- Burgundské vévodství – Karel V.
- Dánsko – Kristián III. Dánský
- Švédsko – Gustav I. Vasa
- Rusko – Ivan IV.
- Osmanská říše – Sulejman I.
- Perská říše – Tahmásp I.